# Gyaritus spinosus
Gyaritus spinosus är en skalbaggsart som beskrevs av Stefan von Breuning 1979. Gyaritus spinosus ingår i släktet Gyaritus och familjen långhorningar. Inga underarter finns listade i Catalogue of Life.